# 栄町 (横浜市)
栄町（さかえちょう）は、神奈川県横浜市神奈川区の町名。丁目の設定のない単独町名である。住居表示未実施区域。

## 地理
神奈川区の南部に位置し、東に神奈川と橋本町、南東に山内町、南に大野町、西に金港町、北に青木町と接している。

## 歴史

### 地名の由来
縁起を祝って命名された。

### 沿革
- 1932年（昭和7年）1月1日 - 青木町字七軒町および七軒町代地、宮洲町、滝下町の一部、宝町から栄町を新設[6][7]。横浜市神奈川区栄町となる。
- 1967年（昭和42年）3月24日 - 一部の区域を埋立編入。
- 1978年（昭和53年）2月5日 - 栄町の一部を青木町へ編入。青木通、金港町の各一部を編入。大野町との境界を調整。
- 1993年（平成5年）7月5日 - 大野町の一部を編入。金港町との境界を調整[8]。

## 世帯数と人口
2025年（令和7年）6月30日現在（横浜市発表）の世帯数と人口は以下の通りである。
| 町丁 | 世帯数    | 人口    |
| ---- | --------- | ------- |
| 栄町 | 3,125世帯 | 5,571人 |

### 人口の変遷
国勢調査による人口の推移。
| 年                 | 人口  |
| ------------------ | ----- |
| 1995年（平成7年）  | 1,340 |
| 2000年（平成12年） | 1,797 |
| 2005年（平成17年） | 4,396 |
| 2010年（平成22年） | 4,756 |
| 2015年（平成27年） | 5,222 |
| 2020年（令和2年）  | 5,580 |

### 世帯数の変遷
国勢調査による世帯数の推移。
| 年                 | 世帯数 |
| ------------------ | ------ |
| 1995年（平成7年）  | 710    |
| 2000年（平成12年） | 1,035  |
| 2005年（平成17年） | 2,394  |
| 2010年（平成22年） | 2,539  |
| 2015年（平成27年） | 2,821  |
| 2020年（令和2年）  | 3,075  |

## 学区
市立小・中学校に通う場合、学区は以下の通りとなる（2024年11月時点）。
| 番・番地等 | 小学校               | 中学校               |
| ---------- | -------------------- | -------------------- |
| 全域       | 横浜市立幸ケ谷小学校 | 横浜市立栗田谷中学校 |

## 事業所
2021年（令和3年）現在の経済センサス調査による事業所数と従業員数は以下の通りである。
| 町丁 | 事業所数  | 従業員数 |
| ---- | --------- | -------- |
| 栄町 | 297事業所 | 9,764人  |

### 事業者数の変遷
経済センサスによる事業所数の推移。
| 年                 | 事業者数 |
| ------------------ | -------- |
| 2016年（平成28年） | 276      |
| 2021年（令和3年）  | 297      |

### 従業員数の変遷
経済センサスによる従業員数の推移。
| 年                 | 従業員数 |
| ------------------ | -------- |
| 2016年（平成28年） | 7,787    |
| 2021年（令和3年）  | 9,764    |

## 交通
- 国道15号

## 施設
- 第一学院高等学校 横浜キャンパス
- ザ・ヨコハマタワーズ

## その他

### 日本郵便
- 郵便番号 : 221-0052[3]（集配局：神奈川郵便局[18]）

### 警察
町内の警察の管轄区域は以下の通りである。
| 番・番地等 | 警察署       | 交番・駐在所     |
| ---------- | ------------ | ---------------- |
| 全域       | 神奈川警察署 | ポートサイド交番 |